# قصاب‌مرغ پشت‌سیاه
قصاب‌مرغ پشت‌سیاه (نام علمی: Cracticus mentalis) نام یک گونه از سرده قصاب‌مرغ است.